# Paleoloricata
Paleoloricata is een uitgestorven onderklasse van keverslakken (Polyplacophora).
Soorten uit deze onderklasse kwamen in het Cambrium (542 tot 488,3 Ma geleden) en het Krijt (145 tot 66 Ma geleden) voor en zijn gekenmerkt door dikke schelpen en het articulamentum dat ontbreekt.

## Taxonomie
- - Orde Chelodida Bergenhayn, 1943
    - Familie Chelodidae Bergenhayn, 1943
      - Genus Chelodes Davidson et King, 1874
      - Genus Euchelodes Marek, 1962
      - Genus Calceochiton Flower, 1968

  - Orde Septemchitonida Bergenhayn, 1955
    - Familie Gotlandochitonidae Bergenhayn, 1955
      - Genus Gotlandochiton Bergenhayn, 1955

    - Familie Helminthochitonidae Van Belle, 1975
      - Genus Kindbladochiton Van Belle, 1975
      - Genus Diadelochiton Hoare, 2000
      - Genus Helminthochiton Salter in Griffith et M'Coy, 1846
      - Genus Echinochiton Pojeta, Eernisse, Hoare et Henderson, 2003

    - Familie Septemchitonidae Bergenhayn, 1955
      - Genus Septemchiton Bergenhayn, 1955
      - Genus Paleochiton A. G. Smith, 1964
      - Genus Thairoplax Cherns, 1998